# Theorie der Ressourcenerhaltung
Die Theorie der Ressourcenerhaltung („Conservation of Resources Theory“ (COR-Theorie)) bietet ein theoretisches Modell, das sich zur Erklärung von Stress auf Ressourcen konzentriert.
Menschen benötigen zum Erhalt des psychischen und physischen Wohlbefindens bestimmte Ressourcen. Die Stresstheorie möchte die Kluft zwischen Umwelttheorien und kognitiven Ansätzen der Stressforschung überbrücken, indem sowohl objektive als auch subjektiv wahrgenommene Faktoren zur Erklärung von Stress und Stressbewältigung herangezogen werden. Die Theorie sieht Ressourcenveränderungen als Schlüssel zu Stress und geht davon aus, dass Ressourcenverluste sich stärker auswirken als Ressourcengewinne, Gewinne aber zukünftige Verluste auffangen können.
Menschliches Handeln wird in dieser Theorie in Zusammenhang mit dem sozialen Umfeld betrachtet, da Menschen nicht nur die eigene Integrität, sondern auch die der Gemeinschaft schützen. Das soziale Umfeld setzt sich u. a. aus Nationalität, Geschlecht, Klasse und Kultur zusammen. Menschen handeln nach unterschiedlichen Regeln und erhalten und schützen andere Ressourcen je nach dem herrschenden sozialen Kontext, sodass nicht nur individuelle Ressourcen und individuelles Ressourcenmanagement, sondern auch Überlegungen zu gemeinsamen Ressourcen, Ressourcentransfer und gemeinsamer Stressbewältigung Relevanz für das Stresserleben haben.

## Grundannahmen
Das ressourcenorientierte Modell geht davon aus, dass Menschen dazu neigen, die eigenen Ressourcen zu schützen und danach streben, neue aufzubauen. Einfluss auf den Erwerb und Erhalt von Ressourcen haben sowohl kritische Lebensereignisse als auch alltägliche, kleine Stressoren, die das Individuum daran hindern, Ressourcen zu schützen oder zu kultivieren. Stress ist definiert als Reaktion auf die Umwelt, in der (1) der Verlust von Ressourcen droht, (2) der tatsächliche Verlust von Ressourcen eintritt oder (3) der adäquate Zugewinn von Ressourcen nach einer Ressourceninvestition versagt bleibt. Insbesondere der Verlust oder drohende Verlust von Ressourcen ist stressreich, da Menschen dann mit reduzierten Copingkapazitäten zukünftige Herausforderungen bewältigen müssen. Aber auch ein Mangel an Ressourcengewinnen nach einer Investition verursacht Stress, da Individuen trotz Einsatz von Ressourcen ihre Bewältigungskapazitäten nicht steigern konnten. Da sie Ressourcen investiert haben ohne Gewinne zu erzielen, entspricht der fehlende Gewinn einem Ressourcenverlust. Ressourcen stellen in diesem Modell das einzige notwendige Element dar, um Stress zu verstehen.

### Klassifikation von Ressourcen
Ressourcen sind Objekte, persönliche Charakteristika, Bedingungen und Energien, die vom Individuum wertgeschätzt werden. Objekt-Ressourcen sind z. B. Kleidung, ein Auto oder ein Haus. Persönliche Ressourcen sind Selbstwirksamkeit, Empathie und soziale Verantwortung. Autonomie, die Beteiligung an Entscheidungsprozessen, Familienstand und Arbeitsplatzsicherheit sind Beispiele für Bedingungsressourcen. Wissen, Zeit und Geld sind typische Energie-Ressourcen, die beim Erwerb weiterer Ressourcen helfen.

### Ressourcengewinne und -verluste
Verluste oder Gewinne von Ressourcen, die mit einem bestimmten Ereignis verbunden sind, haben wesentliche Bedeutung für den Stressprozess, nicht aber das Ereignis selbst, das lediglich den Ausgangspunkt eines solchen Prozesses darstellt. So ist beispielsweise eine mündliche Prüfung ein kritisches Lebensereignis, das einerseits mit Gewinnen und andererseits mit Verlusten einhergehen kann. Durch die Prüfung nimmt ein Prüfling Verluste seiner sozialen Kontakte und eine begrenzte Freizeit hin, gewinnt aber Wissen und Status dazu. Die aus der Evaluation der Ressourcen resultierende Kosten-Nutzen-Bilanz beeinflusst dabei maßgeblich das weitere Handeln (Hobfoll & Buchwald, 2004; Buchwald, 2002). Zur Erfassung von Ressourcenverlusten und Gewinnen wurde eine Ressourcen-Evaluations-Liste (Conservation of Resources-Evaluation, kurz COR-E; Hobfoll, Lilly & Jackson, 1992; Hobfoll, 1998) entwickelt.
Die Theorie der Ressourcenerhaltung betont, dass positive und negative Veränderungen der Ressourcen verschiedene Effekte haben. Das erste Prinzip der Theorie postuliert, dass bei gleichem Ausmaß an Ressourcenverlusten und -gewinnen die Verluste die stärkeren Auswirkungen haben. Damit distanziert sich die Theorie vom Prinzip der Homöostase. Das zweite Prinzip beruht auf der Annahme, dass Menschen Ressourcen investieren wollen, um sich vor Verlusten zu schützen, von Verlusten zu erholen und um neue Ressourcen hinzuzugewinnen. Diese Motivation veranlasst Individuen dazu, bestehende Ressourcen in Neugewinne zu investieren, um so den gesamten Ressourcenpool zu erweitern. Es wird dadurch aber nicht nur zukünftigen Verlusten vorgebeugt, sondern zugleich die jeweiligen Ziele des Individuums (z. B. Status) bestärkt. So investiert ein Student z. B. regelmäßig in sein Studium und erwartet dadurch auf lange Sicht eine Erweiterung seines Wissens, eine Verbesserung seiner Leistung, eine gute Prüfungsnote und schließlich einen attraktiven Job.
Diese beiden Prinzipien führen zu weiteren Schlussfolgerungen: Individuen mit vielen Ressourcen sind weniger verletzlich gegenüber Verlusten und können vorhandene Ressourcen eher gewinnbringend einsetzen. Umgekehrt sind Individuen mit wenigen Ressourcen vulnerabler für Ressourcenverluste und darüber hinaus weniger prädestiniert, neue Ressourcen zu gewinnen. Durch ihre Ressourcendefizite sind sie kaum in der Lage Gewinnspiralen zu etablieren. Stattdessen erwachsen aus anfänglichen Verlusten weitere Nachteile bei der Bewältigung von Stress. Es entsteht ein Zyklus, bei dem das System mit jedem Verlust anfälliger und verletzlicher wird und das Individuum im Zuge dieser Verlustspirale daran hindert, anstehende stressreiche Probleme zu bewältigen.

## Individuelle und gemeinsame Stressbewältigung
Das mit der Theorie der Ressourcenerhaltung assoziierte multiaxiale Copingmodell nach Hobfoll (1998) konzeptualisiert die Bewältigung von Stress im Kontext von objektiven Situationsmerkmalen und zwischenmenschlichen Beziehungsmustern. Da die meisten Belastungen nicht nur ein individuelles, sondern auch ein gemeinsames Problem darstellen, werden von allen beteiligten Dyaden- oder Gruppenmitgliedern Bewältigungsbemühungen verlangt. Die Abhängigkeit von anderen Menschen bei der Bewältigung von Stress verlangt nach der Betrachtung einer sozialen Dimension des Copings. Eine Rolle spielen beispielsweise das Bedürfnis nach sozialer Bindung, das Zurückstellen persönlicher Bedürfnisse zugunsten der Gruppe oder die Berücksichtigung von sozialen Hierarchien. Außerdem ist der Bewältigungserfolg oft an das Urteil und die Kooperation anderer geknüpft. Das multiaxiale Copingmodell will diesen Aspekten gerecht werden, betont aber weniger emotionale als vielmehr behaviorale Copingstrategien. Herkömmliche Ansätze gehen davon aus, dass problemzentriertes Coping oft am effektivsten ist. Das multiaxiale Modell integriert prosoziale Strategien als einen wesentlichen Bestandteil erfolgreicher Stressbewältigung.
Ein Instrument wurde entwickelt, die Strategic Approach to Coping Scale, das sowohl individuelle als auch gemeinschaftliche Copingstrategien erfasst.

### Das multiaxiale Copingmodell
Das multiaxiale Modell bietet eine generelle Heuristik zum Verständnis individuellen und gemeinsamen Copings. Es bestand ursprünglich aus zwei Achsen (Hobfoll et al., 1994), die aktives versus passives und prosoziales versus antisoziales Coping abbildeten. Individuelle Copinganstrengungen haben potentielle soziale Konsequenzen und der Copingakt als solcher verläuft häufig in Interaktion mit anderen. Beide Copingachsen sind nicht unabhängig voneinander, da soziale Aktionen auch Aktivität implizieren. Durch Hinzufügen einer dritten Achse des direkt-indirekten Copings werden soziokulturelle Einflüsse sowie Hierarchieunterschiede berücksichtigt, die das Bewältigungsverhalten in unterschiedlichen Kulturen und sozialen Positionen aufdecken.

#### Aktiv-passiv-Achse
Sie gibt das Ausmaß von individuellen Copingaktivitäten an, je nachdem wie aktiv bzw. passiv Menschen bei der Bewältigung ihrer Probleme bzw. beim Aufbau von Ressourcen sind. Die aktiv-passive Copingdimension ist von problemfokussiertem Coping (Lazarus & Folkman, 1984; Endler & Parker, 1990) zu trennen. Hier sind explizit auch Aktivitäten in Form proaktiven Copings (vgl. Aspinwall & Taylor, 1997) inbegriffen, die nicht das Problem selbst lösen, sondern vorbereitende Maßnahmen implizieren. So kann präventiv im Vorfeld der eigentlichen Stresssituation bereits ein Ressourcenpool geschaffen, der die aktuelle Bewältigung der Prüfung erleichtern soll. Am anderen Ende der Achse steht Passivität, die sich in Vermeidungsverhalten (avoidance) und vorsichtigem Handeln (cautious action) zeigen kann. Vorsichtig zu handeln heißt, sich innerhalb des gesamten Copingprozesses stets genau über die einzelnen Zusammenhänge und möglichen Konsequenzen zu informieren, bevor man sich für eine Handlung entscheidet. Dennoch ist Vermeidungsverhalten noch passiver, da in diesem Fall die Handlung gar nicht erst ausgeführt wird.

#### Prosozial-antisoziale Achse
Diese Achse bezeichnet die soziale Dimension. Copingaktivitäten unterscheiden sich im Ausmaß, in dem Personen mit anderen interagieren. Der Mittelpunkt dieser Achse bezeichnet eine Position von isolierten Handlungen. An den Endpunkten dieser Achse stehen pro- und antisoziales Coping. Prosoziales Coping umfasst adaptive Handlungen, bei denen man sich um andere bemüht, ihre Hilfe sucht oder sich in einer Weise verhält, die positive soziale Interaktionen beinhaltet. Prosoziales Coping umfasst die Suche nach Support (seeking social support) und den Versuch, Koalitionen oder Teams mit anderen zu bilden (social joining). Dabei können Personen sehr aktiv sein, möglich ist aber auch ein geringeres Aktivitätsniveau, das als vorsichtiges Handeln (cautious action) bezeichnet wird (s. o.). Im Unterschied zu aggressivem (aggressive action) und selbstbehauptendem Verhalten (assertiveness) wird vorsichtiges Handeln in der Interaktion mit anderen in westlichen Kulturkreisen oft negativ bewertet. Hier ist diese Strategie jedoch positiv gemeint und beschreibt die Tendenz, sich in andere einzufühlen, ihre Nöte zu respektieren und ihnen die Gelegenheit zu geben, sich zu äußern, anstatt sie zu übergehen. Antisoziales Verhalten (antisocial action) bezeichnet Copingaktivitäten mit der Intention, andere zu verletzen oder entstandene Verletzungen zu ignorieren. Antisoziales Verhalten kann eingesetzt werden, um Vorteile gegenüber anderen zu gewinnen. Indem man die Schwächen der anderen ausnutzt oder sie attackiert, möchte man selbst eine bessere Position erlangen. Starre soziale Klassen und die Leistungs- und Konkurrenzorientierung unserer Gesellschaft rechtfertigen diese antisozialen Handlungen oft als adäquate Copingmuster. In Kulturen, die aggressives Selbstbewusstsein schätzen (z. B. Amerika, Australien), kann antisoziales Coping in Form von Dominanz und Angriffslust eine erfolgversprechende Anpassungsstrategie sein. Nach westeuropäischen Standards wird oft eine eher demütige, weniger dominant-aggressive Haltung als sozial akzeptabel empfunden. Trotzdem können aktive, aggressive Haltungen auch dort sozial belohnt werden. Aggressiv-antisoziale Copinghaltungen müssen von solchen unterschieden werden, die als instinktive Spontanreaktionen zwar aggressiv sein können, bestimmte sozial determinierte Grenzen aber nicht übertreten. Es gibt also auch eine andere Form antisozialen Copings, die versehentlich antisozial ist, weil sie instinktiv bzw. intuitiv ausgeführt wird. Instinktives Handeln (instinctive action) kann anderen Schmerzen zufügen, ohne dies bewusst zu beabsichtigen.

#### Direkt-indirekte Achse
Indirektheit ist ein wichtiger Bestandteil von Gemeinschaft, den die westliche Psychologie erst neuerdings zu schätzen beginnt (vgl. Kashima et al., 1995; Triandis, 1994). Indirektheit erfordert eher aktive, soziale Copingstrategien in Sinne eines strategischen, diplomatischen Vorgehens. Ein solches Agieren bei der Stressbewältigung ist darauf ausgerichtet, spezielle Situationen so zu manipulieren, dass ein gewünschtes Verhalten forciert wird. Es verlangt geschicktes Handeln, bei dem ein Interaktionspartner nicht direkt zu etwas aufgefordert wird, sondern ihm auf indirekte Weise zu verstehen gegeben wird, wie er sich verhalten soll. Für denjenigen, der indirekt vorgeht heißt das beispielsweise, sich auf die eine Art zu zeigen, aber auf die andere Weise zu handeln. Anstatt direkt und aufrichtig zu sein, ist man schwer durchschaubar. Der Interaktionspartner erkennt nicht sofort die Absicht des indirekt Handelnden, wird also auch nicht absichtsvoll zu etwas veranlasst. Dadurch bleibt ihm ein Gesichtsverlust erspart, denn er kann ein mögliches Fehlverhalten oder eine Unzulänglichkeit selbständig korrigieren, ohne darauf hingewiesen worden zu sein. Dies trägt zur Harmonie innerhalb von Dyaden oder Gruppen bei, denn es erlaubt allen Beteiligten, den eigenen Zielen grundsätzlich treu zu bleiben (Hobfoll, 1998; Buchwald, 2007).